# 1997 na Alemanha
Esta é uma cronologia dos acontecimentos de 1997 na Alemanha.

## Eventos
- 22 de janeiro: Um mês depois da confirmação da morte provocada pela doença da vaca louca, o governo alemão anuncia um plano para matar 5.200 vacas.[1]
- 21 de maio: No Parkstadion, o Schalke 04 conquista seu primeiro título europeu da Copa da UEFA de 1996-97, derrotando a Inter de Milão por 4 a 1 nos pênaltis.
- 28 de maio: No Estádio Olímpico de Munique, o Borussia Dortmund conquista a Liga dos Campeões da UEFA de 1996-97, na vitória de 3 a 1 sobre a então campeã Juventus.
- 31 de maio: O Bayern de Munique conquista seu 14° título do Campeonato de Futebol Alemão.
- 21 de setembro: As eleições no Parlamento estadual são realizadas no estado de Hamburgo.